# Refugi de Juclar
Il refugi de Juclar è un rifugio alpino che si trova nella parrocchia di Canillo a 2.294 m d'altezza.

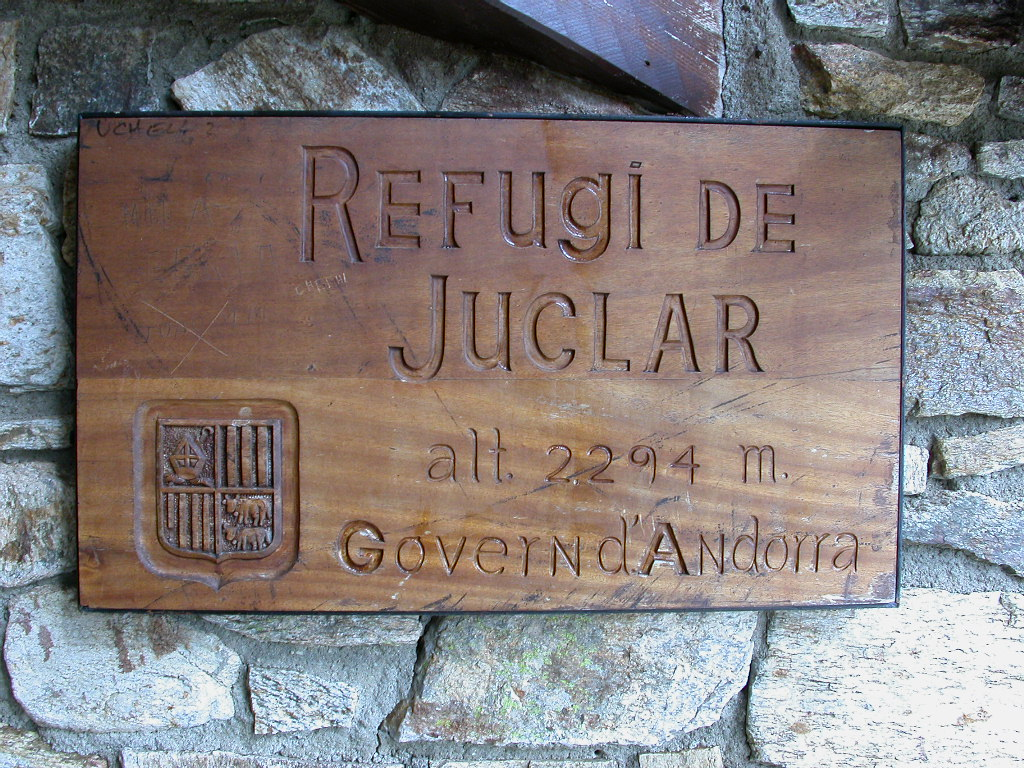
Placca all'esterno del rifugio.